# Isolation Years
Isolation Years är ett svenskt pop/rock-band bildat 1999. 
Bandmedlemmarna växte upp i Sävar utanför Umeå och spelade in sina första skivor i ett övergivet hus på hemorten. De släppte sin första singel 2000, Idiot Pilgrimage, och tog bandnamnet från öppningsfrasen på titelspåret, "Isolation years revisited again". Debutalbumet Inland Traveller kom året därpå och Isolation Years har sedan dess släppt ytterligare tre album. Det senaste albumet Sign, Sign släpptes 2007. Året därefter tog bandet en paus.

## Bandmedlemmar
- Anton Berglund - bas, dragspel
- Daniel Berglund - trummor
- Mats Hammarström - keyboards, gitarr
- Jakob Moström - gitarr
- Jakob Nyström - sång, gitarr

## Diskografi

### Album
- 2001 – Inland Traveller
- 2003 – It's Golden
- 2005 – Cover the Distance
- 2007 – Sign, Sign

### EP
- 2002 – Talkin' Backwards
- 2003 – Frosted Minds
- 2004 – Snoose Boulevard

### Singlar
- 2000 - Idiot Pilgrimage
- 2000 - Hemisphere
- 2001 - Green on White
- 2004 - Nurse Hands
- 2005 - Michael (If You Cannot Row)